# Mossebosjön, Småland
Mossebosjön är en sjö i Gislaveds kommun och Tranemo kommun i Småland och ingår i Ätrans huvudavrinningsområde. Sjön har en area på 0,298 kvadratkilometer och ligger 200,2 meter över havet. Sjön avvattnas av vattendraget Porsån (Kvarnatorpsån).

## Delavrinningsområde
Mossebosjön ingår i det delavrinningsområde (635823-135244) som SMHI kallar för Inloppet i Gräsken. Medelhöjden är 202 meter över havet och ytan är 17,85 kvadratkilometer. Det finns inga delavrinningsområden uppströms utan avrinningsområdet är högsta punkten. Porsån (Kvarnatorpsån) som avvattnar avrinningsområdet har biflödesordning 3, vilket innebär att vattnet flödar genom totalt 3 vattendrag innan det når havet efter 130 kilometer. Delavrinningsområdet består mestadels av skog (81 procent). Avrinningsområdet har 1,52 kvadratkilometer vattenytor vilket ger det en sjöprocent på 8,5 procent.